# Crecchio
Crecchio ist eine italienische Gemeinde (comune) mit 2618 Einwohnern (Stand 31. Dezember 2023) in der Provinz Chieti, Region Abruzzen.

## Geographie
Der Ort liegt 15 Kilometer von der Adriaküste entfernt. Man erreicht Crecchio über die Autobahn A14, Ausfahrt Ortona. In westlicher Richtung liegt das Massiv Majella das an den bekannteren Gran Sasso grenzt und den man in einer halben Autostunde erreicht. Die Nachbargemeinden sind Arielli, Canosa Sannita, Frisa, Ortona, Poggiofiorito und Tollo.

## Verwaltungsgliederung
Zur Gemeinde gehören die Fraktionen San Polo, Via Piana, Villa Consalvi, Villa Mascitti, Villa Mucchiarelli und Villa Selciaroli.

## Geschichte
Am 9. September 1943 wurde Crecchio zur Herberge von König Viktor Emanuel III., Königin Elena, dem Sohn Kronprinz Umberto und General Pietro Badoglio samt militärischem Stab. Vor den Deutschen, aus Rom flüchtend, übernachteten sie im Castello Ducale und reisten am nächsten Tag weiter nach Brindisi.

## Sehenswürdigkeiten
Wahrzeichen und Sehenswürdigkeit der Stadt ist das Castello Ducale, in dem das „byzantinische und frühmittelalterliche Museum der Abruzzen“ (italienisch Museo dell’Abruzzo bizantino e altomedievale) integriert ist.

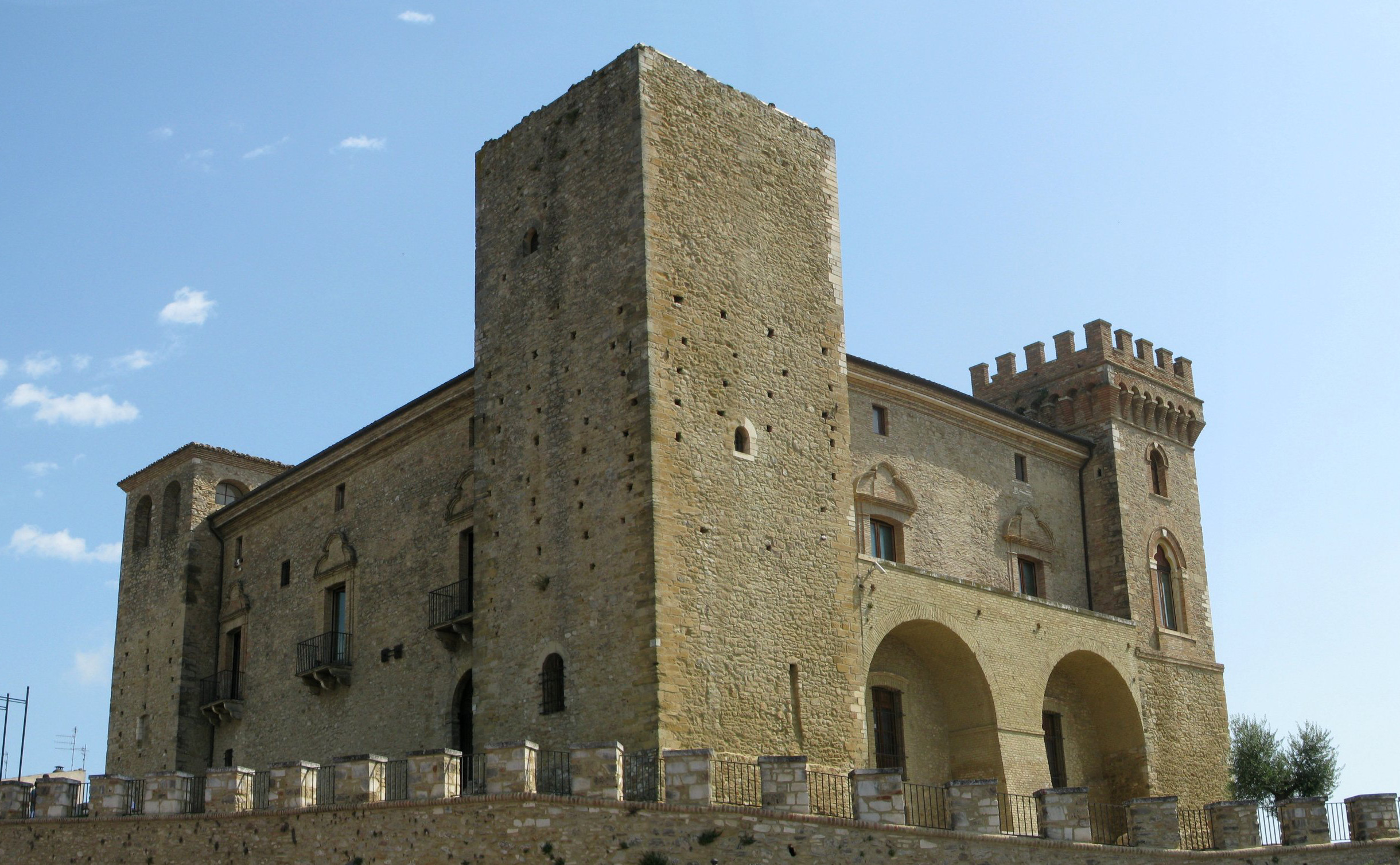
Castello Ducale
Kirche Santissimo Salvatore
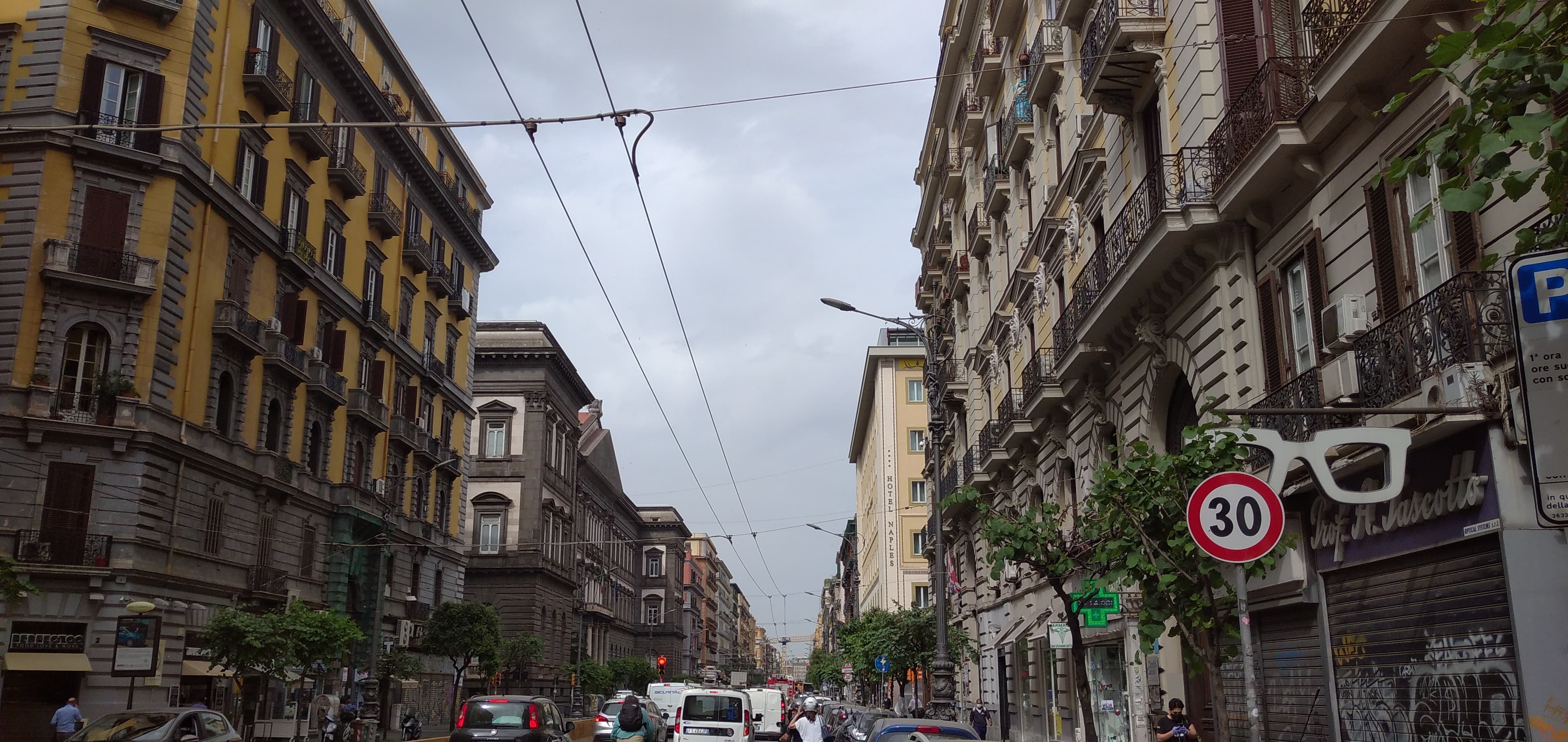
Straße zum historischen Zentrum: Corso Umberto I
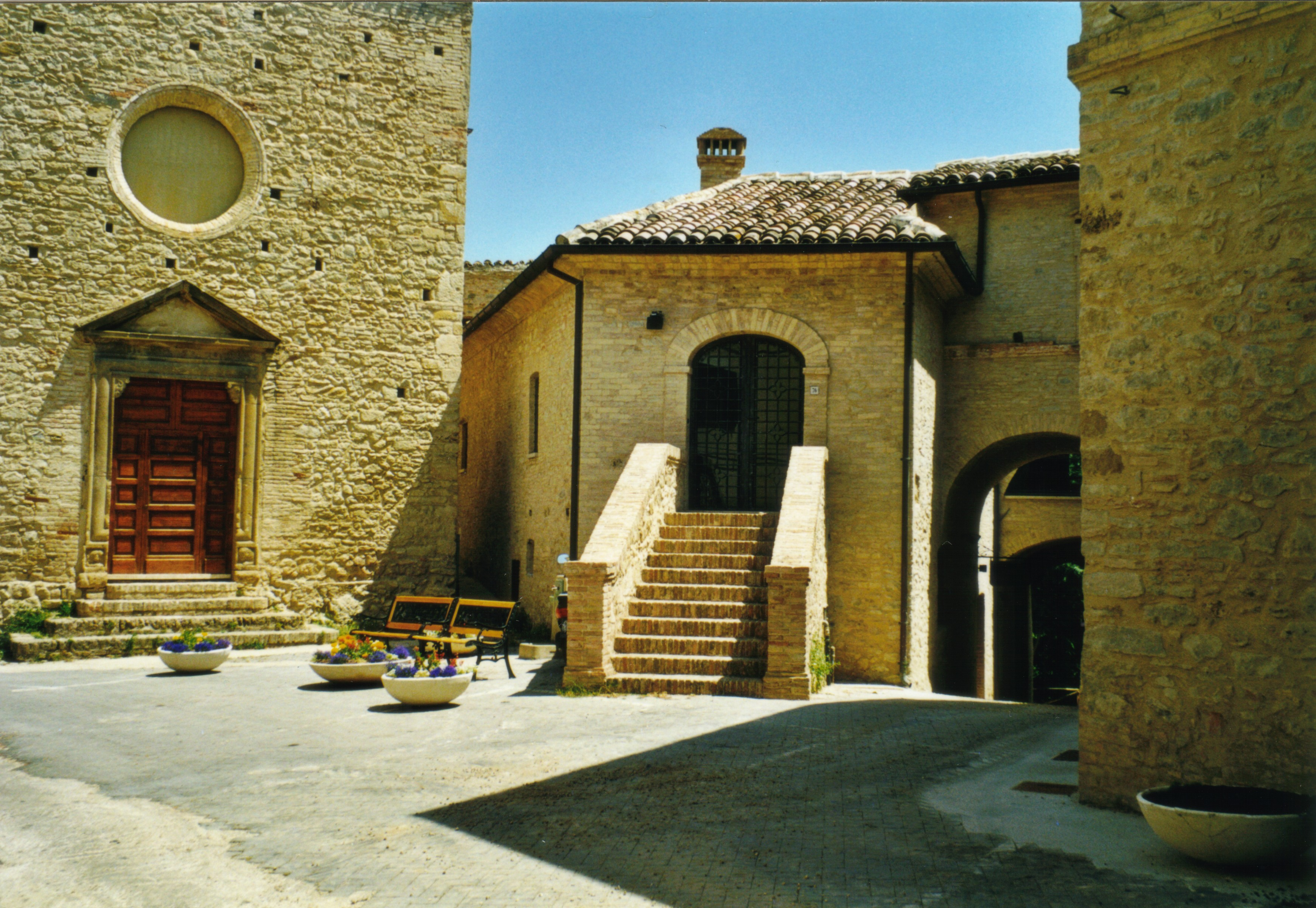
Kirche Santa Maria da Piedi und Palazzo Monaco
Blick von der Villa Mucchiarelli auf die Majella

## Weinbau
Die Haupteinnahmequelle der Menschen in dieser Region ist der Weinbau. In der Gemeinde werden Reben der Sorte Montepulciano für den DOC-Wein Montepulciano d’Abruzzo angebaut.